# Arquitectura del sueño

Arquitectura de un ciclo de sueño, dura hasta 90 minutos. En un ciclo se distinguen varias fases (N1, N2, N3, R).

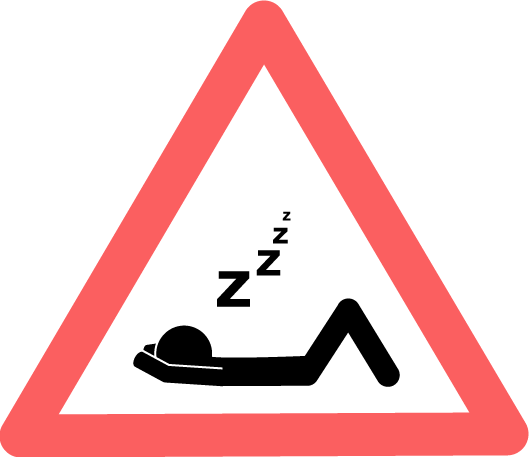
.

Se entiende por arquitectura del sueño a la forma y características que componen el fenómeno, las fases que lleva a cabo para completar un ciclo y las características que definen el cambio entre una y otra fase.

La estructura está caracterizada por las fases del sueño y pueden verse afectadas por la salud del individuo y por la interacción con el entorno. Los medicamentos antidepresivos reducen el sueño REM y las benzodiacepinas acortan o suprimen la fase III y IV.

## Estructura normal

Arquitectura del sueño. El eje vertical muestra arriba la vigilia (eveil) y las fases (Ph.1) sucesivas, en rojo el sueño MOR (Sommeil Paradoxal). El eje horizontal muestra la hora de la noche en que se producen las fases. Se muestra un sueño de 6 horas.

En el humano adulto sano, el sueño nocturno se organiza en 4-5 ciclos, que implican unos 90-120 minutos de duración cada uno.

Durante cada ciclo un humano sano pasa:
1. de la vigilia a la somnolencia fase I,
2. de ella al sueño ligero o fase II,
3. de allí al sueño lento o profundo fase III y IV
4. finalmente al sueño M.O.R..

La distribución estándar en un adulto sano es aproximadamente la siguiente: Fase I(N1), el 5 %; Fase II(N2), el 50 %; Fase III(N3), el 20 % y Fase MOR, el 25 %.
Un adulto joven pasa aproximadamente entre 70-100 min en el sueño NoMOR, para después entrar al sueño MOR, el cual puede durar entre 5-30 minutos.
En el recién nacido, el sueño REM constituye el 50% del tiempo total de sueño.  

## Polisomnografía
Los estados y fases del sueño humano se definen según los patrones característicos que se observan mediante el electroencefalograma (EEG), el electrooculograma (EOG, una medición de los movimientos oculares) y el electromiograma  de superficie (EMG, movimiento de los músculos esqueléticos). El registro de estos parámetros electrofisiológicos para definir los estados de sueño y de vigilia se denomina polisomnografía.
Estos patrones observados en los estudios, describen los dos 
estados básicos del sueño:
1. Sueño sin movimientos oculares rápidos sueño no MOR, o NMOR (NREM en inglés) o sueño de ondas lentas
2. Sueño con movimientos oculares rápidos sueño MOR (REM en inglés).

### Sueño No MOR

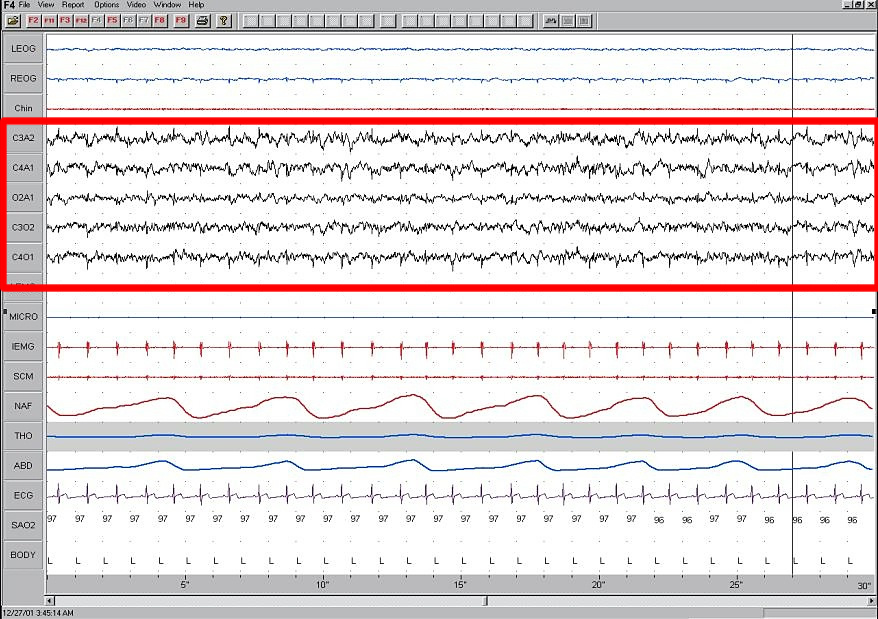
Trazado de EEG de la N1 (fase 1)

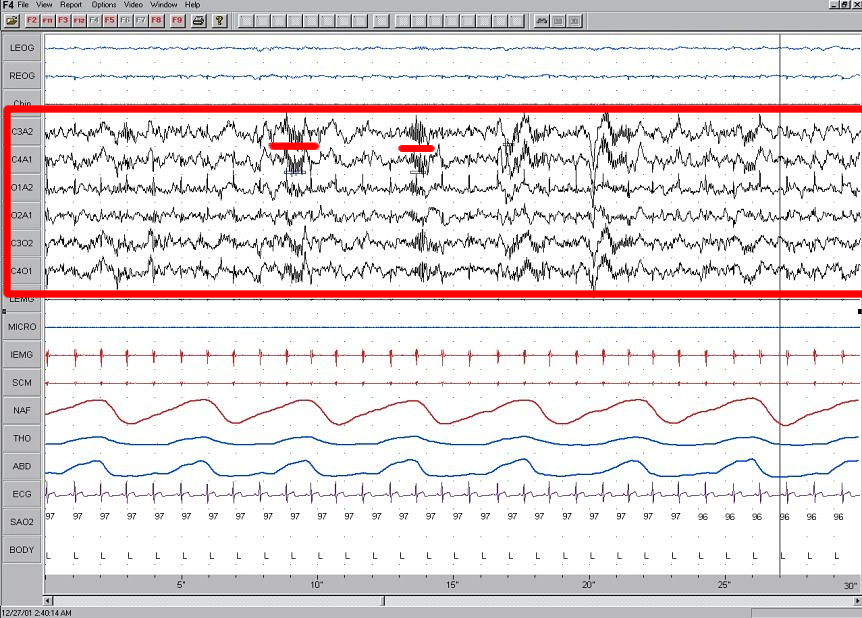
Trazado de EEG de la N2 (fase 2)

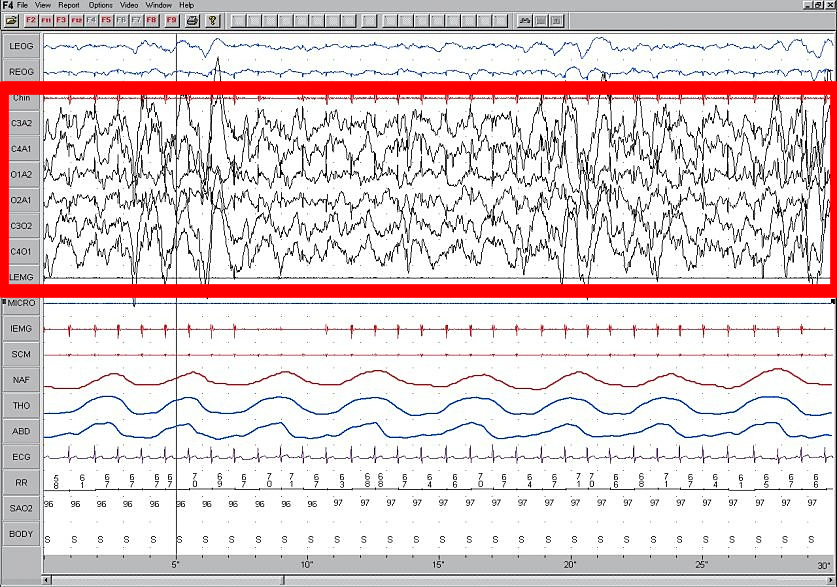
Trazado de EEG de la N3 (fases 3y4)

El sueño sin movimientos oculares rápidos sueño no MOR, o NMOR (NREM en inglés) también llamado sueño de ondas lentas, se caracteriza por ondas Theta, que son oscilaciones en el rango de frecuencias de 3.5 y 7.5 Hz. Aparecen también los típicos "husos de sueño" y los "complejos K" y las ondas Delta que suelen oscilar entre 1-3 Hz.
En 2007 la AASM cambió la denominación de las fases a N1, N2 y N3.

Fase 1 (N1). En su mayor parte, ocurre al inicio del sueño y presenta movimientos oculares lentos. Las ondas alfa disminuyen y aparecen las ondas theta. Es común que en esta fase se experimenten los espasmos mioclónicos. Las personas se despiertan fácilmente con «ruidos perturbadores». Constituye entre el 2 y el 5 % del sueño total. No hay husos ni complejos K y se reduce el tono muscular.

Fase 2 (N2). Luego de diez o doce minutos en la fase 1, inicia la fase 2, que representa entre 45 y 55 % del total del sueño. No se presentan movimientos oculares y la actividad cerebral se ralentiza. El (ECG) muestra los característicos husos y complejos K, además aparecen, en pequeñas cantidades, las ondas delta. El tono muscular es aún más reducido que en la fase 1. En la fase 2, se necesita un «estímulo más intenso» para despertar a las personas.

Fase 3 (N3). Previamente dividida en Fase 3 (F3) y Fase 4 (F4), también es conocido como sueño de ondas lentas (SOL). La fase 3, que es la más profunda del sueño NoMOR, ocupa entre el 15 y 20 % del total del sueño y está caracterizada por las ondas delta. No hay actividad muscular o movimientos oculares. En esta fase es muy difícil despertar a las personas.

### Sueño MOR

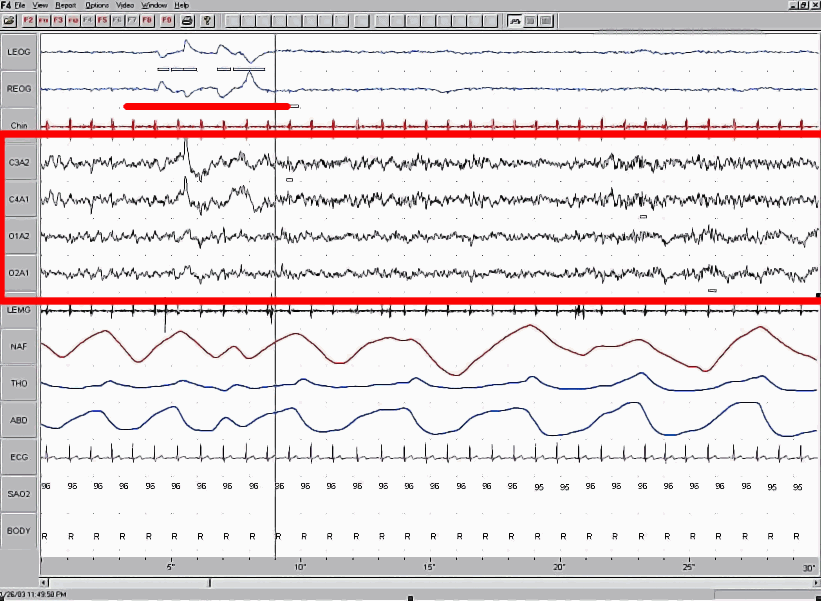
Trazado de EEG del sueño de M.O.R

Sueño con movimientos oculares rápidos sueño MOR (REM en inglés). Solamente existe sueño REM en los mamíferos, excepto el conejo macho, el oso hormiguero y el delfín de nariz en botella.. 

La actividad neuronal observada durante la vigilia parece reactivarse durante el sueño con ondas de frecuencia rápida. Se observa reactivación de la actividad en el hipocampo, neocortex y tálamo.

Durante una noche de sueño, una persona suele presentar cuatro o cinco períodos de sueño MOR, muy cortos al principio de la noche y más largos hacia el final. Es habitual despertarse durante muy poco tiempo (algunos segundos), al final de una fase MOR.

## Patología del sueño
Numerosas son las causas de los trastornos de la arquitectura del sueño. Entre las causas se encuentran las anatómicas, las fisiopatológicas y las psicológicas.